# Leśniewo-Niedźwiedź
Leśniewo-Niedźwiedź est un village polonais de la gmina de Kulesze Kościelne, dans le powiat de Wysokie Mazowieckie, voïvodie de Podlachie, au nord-est du pays.